# Volta a Cataluña 1992
La Volta a Cataluña de 1992 fue la 72.ª edición de la Volta a Cataluña. Se disputó en 7 etapas del 9 al 15 de septiembre de 1992 con un total de 943,8 km. El vencedor final fue el navarro Miguel Induráin del equipo Banesto por ante Tony Rominger del Clas y Antonio Martín Velasco de Amaya.
La primera etapa fue una contrarreloj por equipos en que cada equipo se dividía en dos, A y B, y cada director podía escoger los componentes. La quinta etapa estaba dividida en dos sectores.
A pesar de no ganar ninguna etapa, Induráin, se lleva la carrera gracias a defenderse bien tanto en la crono de Igualada como la etapa de Vallter. Con este tercer triunfo a la "Volta", Induráin se convierte en el segundo ciclista al tener más victorias finales, después del mítico Mariano Cañardo.

## Etapas
| Etapa | Fecha            | Ciudades de etapa                                       | km    | Vencedor de la etapa  | Líder de la general   |
| ----- | ---------------- | ------------------------------------------------------- | ----- | --------------------- | --------------------- |
| 1.ª   | 9 de septiembre  | San Carlos de la Rápita – San Carlos de la Rápita (CRE) | 7,4   | ONCE                  | Alex Zülle            |
| 2.ª   | 10 de septiembre | San Carlos de la Rápita – Lérida                        | 202,3 | Laurent Jalabert      | Alex Zülle            |
| 3.ª   | 11 de septiembre | Lérida – Calaf                                          | 192,8 | Jean-François Bernard | Jean-François Bernard |
| 4.ª   | 12 de septiembre | Igualada – Igualada (CRI)                               | 21,5  | Alex Zülle            | Alex Zülle            |
| 5.ª A | 13 de septiembre | Hospitalet de Llobregat - Barcelona                     | 74,3  | Laurent Jalabert      | Alex Zülle            |
| 5.ª B | 13 de septiembre | Barcelona - Playa de Aro                                | 119,8 | Maurizio Fondriest    | Alex Zülle            |
| 6.ª   | 14 de septiembre | Playa de Aro – Vallter 2000                             | 153,6 | Tony Rominger         | Miguel Induráin       |
| 7.ª   | 15 de septiembre | Llanás – San Felíu de Guixols                           | 172,1 | Laurent Jalabert      | Miguel Induráin       |

### 1.ª etapa[1]
09-09-1992: San Carlos de la Rápita, 7,4 km. (CRE):
|   | Equipo | Tiempo |
| - | ------ | ------ |
| 1 | ONCE A | 8' 46" |
| 2 | PDM B  | + 7"   |
| 3 | ONCE B | m. t.  |

|   | Ciclista       | Equipo | Tiempo |
| - | -------------- | ------ | ------ |
| 1 | Alex Zülle     | ONCE   | 8' 46" |
| 2 | Johan Bruyneel | ONCE   | m. t.  |
| 3 | Melcior Mauri  | ONCE   | m. t.  |

### 2.ª etapa[2]
10-09-1992: San Carlos de la Rápita – Lérida, 202,3 km.:
|   | Ciclista             | Equipo         | Tiempo     |
| - | -------------------- | -------------- | ---------- |
| 1 | Laurent Jalabert     | ONCE           | 5h 29' 11" |
| 2 | Jans Koerts          | PDM            | m. t.      |
| 3 | Juan Carlos González | Puertas Mavisa | m. t.      |

|   | Ciclista       | Equipo | Tiempo     |
| - | -------------- | ------ | ---------- |
| 1 | Alex Zülle     | ONCE   | 5h 37' 57" |
| 2 | Johan Bruyneel | ONCE   | m. t.      |
| 3 | Melcior Mauri  | ONCE   | m. t.      |

### 3.ª etapa[3]
11-09-1992: Lérida – Calaf, 192,8 km.:
|   | Ciclista              | Equipo  | Tiempo     |
| - | --------------------- | ------- | ---------- |
| 1 | Jean-François Bernard | Banesto | 5h 05' 11" |
| 2 | Laurent Jalabert      | ONCE    | + 13"      |
| 3 | Thierry Laurent       | RMO     | m. t.      |

|   | Ciclista              | Equipo  | Tiempo      |
| - | --------------------- | ------- | ----------- |
| 1 | Jean-François Bernard | Banesto | 10h 43' 19" |
| 2 | Alex Zülle            | ONCE    | + 2"        |
| 3 | Johan Bruyneel        | ONCE    | m. t.       |

### 4.ª etapa[4]
12-09-1992: Igualada, 21,5 km. (CRI):
|   | Ciclista              | Equipo  | Tiempo  |
| - | --------------------- | ------- | ------- |
| 1 | Alex Zülle            | ONCE    | 26' 20" |
| 2 | Miguel Induráin       | Banesto | + 5"    |
| 3 | Jean-François Bernard | Banesto | + 16"   |

|   | Ciclista              | Equipo  | Tiempo      |
| - | --------------------- | ------- | ----------- |
| 1 | Alex Zülle            | ONCE    | 11h 09' 41" |
| 2 | Jean-François Bernard | Banesto | + 14"       |
| 3 | Miguel Induráin       | Banesto | + 16"       |

### 5.ª etapa[5]
13-09-1992: Hospitalet de Llobregat - Barcelona, 74,3 km.:Resultado de la 5.ª etapa A
|   | Ciclista         | Equipo                  | Tiempo     |
| - | ---------------- | ----------------------- | ---------- |
| 1 | Laurent Jalabert | ONCE                    | 2h 00' 48" |
| 2 | Jans Koerts      | PDM                     | m. t.      |
| 3 | Mario Manzoni    | Gatorade-Chateaux de Ax | m. t.      |

### 5.ª etapa B
13-09-1992: Barcelona - Playa de Aro, 119,8 km.:
|   | Ciclista           | Equipo    | Tiempo     |
| - | ------------------ | --------- | ---------- |
| 1 | Maurizio Fondriest | Panasonic | 3h 00' 43" |
| 2 | Vicente Aparicio   | Amaya     | + 1"       |
| 3 | Laurent Jalabert   | ONCE      | + 2"       |

|   | Ciclista              | Equipo  | Tiempo      |
| - | --------------------- | ------- | ----------- |
| 1 | Alex Zülle            | ONCE    | 16h 11' 14" |
| 2 | Jean-François Bernard | Banesto | + 14"       |
| 3 | Miguel Induráin       | Banesto | + 16"       |

### 6.ª etapa[6]
14-09-1992: Playa de Aro – Vallter 2000, 153,6 km.:
|   | Ciclista               | Equipo  | Tiempo     |
| - | ---------------------- | ------- | ---------- |
| 1 | Tony Rominger          | Clas    | 4h 09' 09" |
| 2 | Antonio Martín Velasco | Amaya   | + 5"       |
| 3 | Miguel Induráin        | Banesto | m. t.      |

|   | Ciclista               | Equipo  | Tiempo      |
| - | ---------------------- | ------- | ----------- |
| 1 | Miguel Induráin        | Banesto | 20h 20' 44" |
| 2 | Tony Rominger          | Clas    | + 19"       |
| 3 | Antonio Martín Velasco | Amaya   | + 1' 18"    |

### 7.ª etapa[7]
15-09-1992: Llanás - San Felíu de Guixols, 172,1 km.:
|   | Ciclista         | Equipo                  | Tiempo    |
| - | ---------------- | ----------------------- | --------- |
| 1 | Laurent Jalabert | ONCE                    | 4h 8' 56" |
| 2 | Mario Manzoni    | Gatorade-Chateaux de Ax | m. t.     |
| 3 | Mathieu Hermans  | Loto-Festina            | m. t.     |

|   | Ciclista               | Equipo  | Tiempo      |
| - | ---------------------- | ------- | ----------- |
| 1 | Miguel Induráin        | Banesto | 24h 29' 40" |
| 2 | Tony Rominger          | Clas    | + 19"       |
| 3 | Antonio Martín Velasco | Amaya   | + 1' 18"    |

## Clasificación General
|    | Ciclista               | Equipo  | Tiempo      |
| -- | ---------------------- | ------- | ----------- |
|    | Miguel Induráin        | Banesto | 24h 29' 40" |
| 2  | Tony Rominger          | Clas    | + 19"       |
| 3  | Antonio Martín Velasco | Amaya   | + 1' 18"    |
| 4  | Erik Breukink          | PDM     | + 1' 27"    |
| 5  | Jean-François Bernard  | Banesto | + 1' 47"    |
| 6  | Federico Echave        | Clas    | + 1' 51"    |
| 7  | Mikel Zarrabeitia      | Amaya   | + 2' 22"    |
| 8  | Charly Mottet          | RMO     | + 2' 52"    |
| 9  | Johan Bruyneel         | ONCE    | + 2' 58"    |
| 10 | Pedro Delgado          | Banesto | + 3' 20"    |

## Clasificaciones secundarias
|   | Ciclista               | Equipo  | Puntos    |
| - | ---------------------- | ------- | --------- |
| 1 | Tony Rominger          | Clas    | 30 puntos |
| 2 | Antonio Martín Velasco | Amaya   | 19 puntos |
| 3 | Miguel Induráin        | Banesto | 19 puntos |

|   | Ciclista                    | Equipo         | Puntos    |
| - | --------------------------- | -------------- | --------- |
| 1 | Álvaro González de Galdeano | Artiach        | 10 puntos |
| 2 | Miguel Ángel Iglesias       | Puertas Mavisa | 10 puntos |
| 3 | Erwin Nijboer               | Artiach        | 6 puntos  |

|   | Ciclista             | Equipo         | Puntos    |
| - | -------------------- | -------------- | --------- |
| 1 | Laurent Jalabert     | ONCE           | 69 puntos |
| 2 | Jans Koerts          | PDM            | 49 puntos |
| 3 | Juan Carlos González | Puertas Mavisa | 41 puntos |

|   | Equipo  | Nacionalidad | Tiempo      |
| - | ------- | ------------ | ----------- |
| 1 | Banesto | España       | 73h 34' 04" |
| 2 | Clas    | España       | + 1' 05"    |
| 3 | Amaya   | España       | + 2' 04"    |